# Costanzo Celestini
Costanzo Celestini (Capri, Ciudad metropolitana de Nápoles, Italia, 14 de mayo de 1961) es un exfutbolista y entrenador italiano. Se desempeñaba como mediocampista.

## Trayectoria
Formado en la cantera del Napoli, debutó con el primer equipo en 1979. Salvo una temporada en la que fue cedido a préstamo al Catanzaro, permaneció en los azzurri napolitanos hasta 1987, ganando ese año la liga y la Copa de Italia. Luego militó en el Ascoli y Pisa.
En 1988 dejó la Serie A para transferirse al Avellino, en la Serie B, donde jugó por cuatro temporadas. En 1992 fichó por el Acireale, en la Serie C1, y en 1993 pasó al Juve Stabia, donde concluyó su carrera de futbolista dos años más tarde.

## Selección nacional
Ha sido internacional con la Selección Sub-21 de Italia en 4 ocasiones, entre 1980 y 1982.

## Clubes

### Como jugador
| Club               | País   | Año       |
| ------------------ | ------ | --------- |
| SSC Napoli         | Italia | 1979-1981 |
| US Catanzaro       | Italia | 1981-1982 |
| SSC Napoli         | Italia | 1982-1987 |
| Ascoli Calcio 1898 | Italia | 1987-1988 |
| Pisa Calcio        | Italia | 1988      |
| US Avellino        | Italia | 1988-1992 |
| AS Acireale        | Italia | 1992-1993 |
| SS Juve Stabia     | Italia | 1993-1995 |

### Como entrenador
| Club                | País   | Año       |
| ------------------- | ------ | --------- |
| Capri Isola Azzurra | Italia | 1997-2001 |
| SSC Giugliano       | Italia | 2002      |
| US Lavagnese 1919   | Italia | 2003-2005 |
| US Sestri Levante   | Italia | 2005-2006 |
| ACD Virtus Entella  | Italia | 2006-2007 |
| Savona FBC          | Italia | 2007      |
| Caperanese Calcio   | Italia | 2008-2010 |

## Palmarés

### Campeonatos nacionales
| Título         | Club       | País   | Año     |
| -------------- | ---------- | ------ | ------- |
| Serie A        | SSC Napoli | Italia | 1986-87 |
| Copa de Italia | SSC Napoli | Italia | 1986-87 |